# Gunnar Palmgren (konstnär)

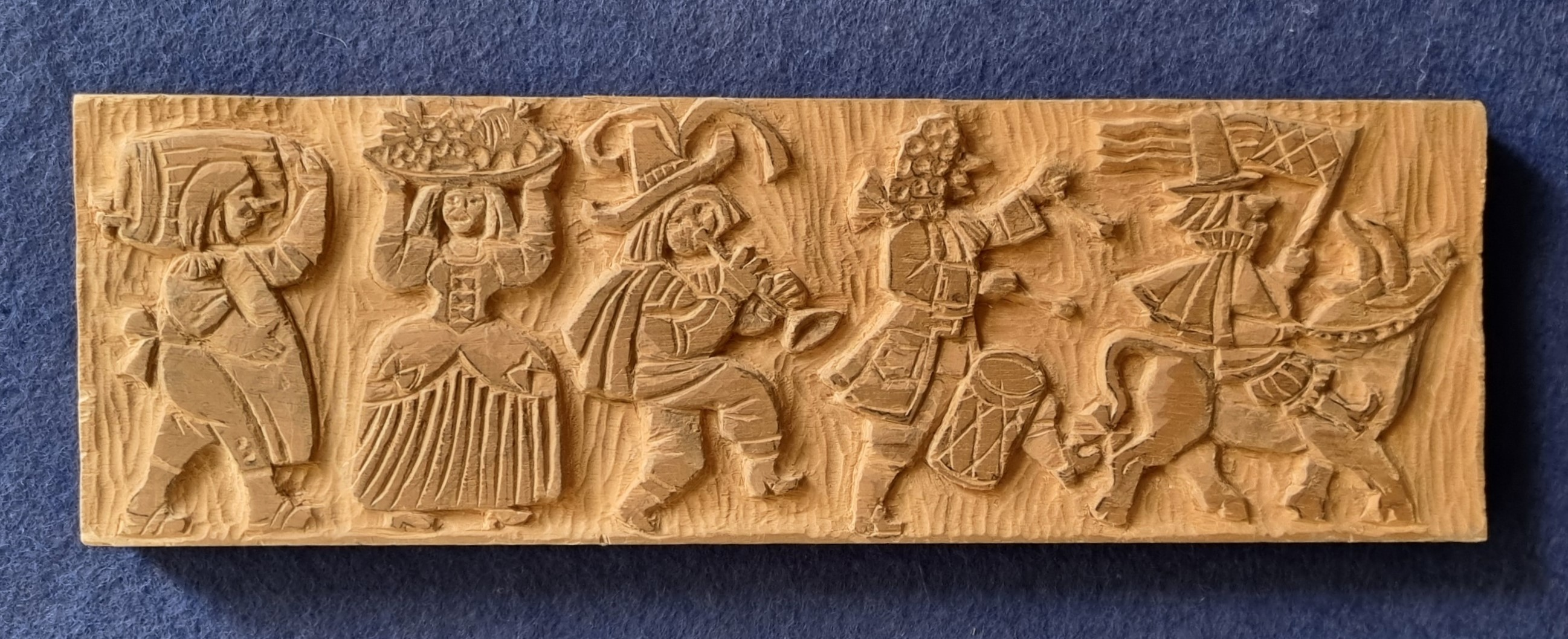
"Med pukor och trumpeter", trärelief av Gunnar Palmgren (privat ägo).

Karl Gunnar Sigvard Palmgren, född 20 juni 1908 i Luleå, död 31 mars 1998 i Tullinge i Botkyrka, var en svensk målare, scenograf, tecknare och dekorationsmålare.
Han var son till järnvägstjänstemannen Karl Palmgren och Helfrid Engvall. Han var gift första gången 1936 med textilkonstnären Anita Palmgren född Hallgren, och blev efter hennes död andra gången gift 1963 med Ilse, född Lundqvist (1920–2011).
Palmgren studerade dekorationsmålning vid Tekniska skolan i Stockholm 1926–1929 och senare vid konstfackskolan Académie de la Grande Chaumière i Paris. Han företog 1930 en längre tids studieresa till Italien med mosaikstudier i Rom och senare även studieresor till Frankrike och Spanien, resor "som blev av stor betydelse för hans mångsidiga konstnärliga utveckling". Han medverkade i samlingsutställningar med Sveriges allmänna konstförening samt i Nationalmuseums Unga tecknare och separat ställde han ut i bland annat Karlstad, Linköping, Ystad, Åmål och i Stockholm, där han 1986 höll sin sista utställning på Galleri Prisma. 
Han skapade ett antal större förlagor som sedan hans hustru Anita vävde i form av gobelänger bland annat Folklåtar från Wärmland som vävdes 1941–1942. Genom ett nära samarbete med arkitekterna Cyrillus Johansson och Eric Schuwert fick Palmgren i växande grad offentliga uppdrag. Tillsammans med decoupeuren Lennart Gustafsson utförde han en större intarsiakomposition för Oppunda häradsrätts tingshus i Katrineholm 1952–1953. I komposition symboliserar olika figurgrupper vikingatidens rättsuppfattning samt fyra lagbalkar, jordabalken, giftermålsbalken, ärvdabalken och handelsbalken. Han utförde även muralmålningar i Linköpings konserthus, biblioteket i Tullinge och Högsjö kyrka, en skulptural relief för Riala kyrka samt flera utsmyckningsarbeten i Katrineholms högre läroverk, däribland plafondmålningen "Den sköna lustgården", ett mosaikgolv i aulafoajen och intatiaarbeten på dörrarna till aulan. Hans måleri består av porträtt, huvudsakligen i pastell och olja, impressionistiska landskap och stadsmotiv i akvarell och olja samt blomsterstudier. Han utförde även träsnideriarbeten. 
Hans begåvning för dekorativ konst togs även i anspråk när han blev dekorchef på Stora Teatern i Göteborg 1961–1962 och scenograf på Sveriges Radios TV-kanal 1 1962–1973. Där "fann hans känsla för färgens suggestionskraft och hans säkra blick för verkningsfull stilisering fullödiga uttryck", något som imponerde på Svenska Dagbladets recensent när operetten Leendets land hade premiär på Stora Teatern våren 1962: "[Palmgren] har (...) skapat ett underbart kineseri i färger och former, ett slags lackmålning i stort med en oändlighet fina detaljer och stilfulla motiv. Man minns särskilt den fantasifulla mellanridån, vidare andra aktens skjutdörrar med en påfågelsdekor som är graciös som på rispapper och så de inramade pelarnas hautrelief i guld som är ett dekorativt mästerstycke. Dräktprakten harmonierar i utsökta färgsättningar."
Palmgren är representerad vid Statens konstråd, Stockholms läns landsting, Kulturnämnden i Botkyrka och Ystads kommun, samt vid Värmlands museum.